# Win
Win is een Brits historisch merk van motorfietsen.
De bedrijfsnaam was: Wincycle Trading Co., gevestigd op Great Saffron Hill in Londen. Wincycle Trading Co., Great Saffron Hill, London.
Win begon in 1910 met de productie van motorfietsen met een 3½pk-Precision-motor, een B&B-carburateur, riemaandrijving en een Druid-voorvork. In 1913 kwamen daar 2½- en 4¼-modellen bij.
De productielijn werd in 1914 teruggebracht tot twee modellen: een 499 cc model met 3¾ pk en een 599 cc model met 4¼ pk. Ook deze maakten gebruik van Precision-motoren.
In 1914 werd de productie beëindigd, waarschijnlijk door het uitbreken van de Eerste Wereldoorlog.